# Porta-enxerto
Porta-enxerto ou cavalo é a planta cuja parte de baixo (raiz e base do caule) é aproveitada na enxertia. A parte de cima recebe o nome de enxerto.
A enxertia é uma forma de criação de mudas de plantas bastante utilizada para algumas espécies, principalmente de frutíferas e algumas plantas ornamentais. Neste procedimento, o broto de uma planta (cavaleiro), normalmente extraído da ponta de um galho, é implantado na base de uma muda de uma segunda planta (cavalo), normalmente de outra espécie.
A enxertia pode ser utilizada para gerar mudas de plantas de difícil reprodução ou para aproveitar características das duas espécies, como um cavaleiro que gere bons frutos enxertado em um cavalo vigoroso.
1. 1 2  Schäfer, Gilmar; Bastianel, Marinês; Dornelles, Ana Lúcia Cunha (agosto de 2001). «Porta-enxertos utilizados na citricultura». Ciência Rural (4): 723–733. ISSN 0103-8478. doi:10.1590/S0103-84782001000400028. Consultado em 17 de maio de 2025